# Athyrium asplenioides
Athyrium asplenioides är en majbräkenväxtart som först beskrevs av Michx., och fick sitt nu gällande namn av Nicaise Augustin Desvaux. Athyrium asplenioides ingår i släktet Athyrium och familjen Athyriaceae.

## Underarter
Arten delas in i följande underarter:
- A. a. angustum
- A. a. californicum
- A. a. cyclosorum